# قائمة سلاسل سوبر ماركت فى السعودية
| السلـسـلة             | المالك                | التأسيس      | عدد الفروع | تسوق أون لاين | الانتشار                      | الانتشار     | ملاحظات                                                                               | مصدر  |
| السلـسـلة             | المالك                | التأسيس      | عدد الفروع | تسوق أون لاين | السعودية                      | دوليا        | ملاحظات                                                                               | مصدر  |
| --------------------- | --------------------- | ------------ | ---------- | ------------- | ----------------------------- | ------------ | ------------------------------------------------------------------------------------- | ----- |
| "بنده" و "هايبر بنده" | شركة بنده للتجزئة     | 19xx         | 200        |               | 38 مدينة                      |              | أكبر شركة في قطاع التجزئة في المملكة. تواجد جغرافي واسع يغطي حالياً 38 مدينة بالمملكة. |       |
| أسواق عبد الله العثيم | أسواق عبد الله العثيم | 21 مايو1980م | 228        |               |                               | مصر (31 فرع) |                                                                                       | [ 1 ] |
| كارفور السعودية       | شركة ماجد الفطيم      | 1995         | 15         |               |                               | الإمارات     | تدير "ماجد الفطيم" حاليًا أكثر من 320 متجر كارفور متوزعة على 16 دولة                   | [ 2 ] |
| سوبر ماركت مانويل     |                       |              | 10         |               | جدة (8) الرياض (1) الجبيل (1) |              |                                                                                       |       |
| أسواق بن داود         | شركة بن داود القابضة  | 1984         | 75         |               | أنحاء مختلفة من السعودية      |              | شركة مساهمة عامة سعودية                                                               | [ 3 ] |
| أسواق التميمي         | مجموعة التميمي        |              |            |               |                               |              |                                                                                       |       |
| لولو هايبر ماركت      | مجموعة لولو الدولية   |              |            |               |                               |              |                                                                                       |       |
| سوبر ماركت الدانوب    | شركة الدانوب          |              |            |               |                               |              |                                                                                       |       |
| سوبر ماركت المزرعة    |                       |              |            |               |                               |              |                                                                                       |       |
|                       |                       |              |            |               |                               |              |                                                                                       |       |